# 三浦ふみこ
三浦 ふみこ（みうら ふみこ、1975年9月21日 - ）は、日本のグラビアアイドル、タレント。本名・三浦 富美子。

## 人物・来歴
1991年、一の森水晶（いちのもりきらら）として15歳でヌードデビュー。当時の所属は「ミッドプラン」であった。その後、吉岡真由美（よしおかまゆみ）と改名して活動。グラビアだけでなくオリジナルビデオにも出演。最後は三浦ふみこと名乗った。
その後結婚し、仙台市に在住。地元の芸能プロ（株式会社ファッションスタジオ）に所属して芸能活動を続けており、「仙台カリスマ主婦 三上あずさ」として活躍中。公称では、身長は170cmとあり、ローカルのCMやモデルの仕事が多い。

## 出演作品

### オリジナルビデオ
吉岡真由美名義
- 1992年12月19日 冒険してもいい頃 (V) ココナッツボーイ・プロジェクト
- 1992年12月21日 校内写生 女子高生はやめられない (V) JVD
- 1993年2月26日 さのばびっち 第弐巻・クチュ2篇 (V) ジャパンホームビデオ
- 1993年4月23日 けっこう仮面3 (V) ジャパンホームビデオ
- 1993年10月22日 私立女子高校 制服はランジェリー!? (V) JVD

三浦ふみこ名義
- 1996年3月8日 野々村病院の人々 (V) ピンクパイナップル

### イメージビデオ
- HEART OF PRISM（オリーブビデオ）DVD復刻あり
- 1992年5月 VIDEOスコラ（スコラ） アイドル黄金伝説としてDVD復刻
- 1992年12月 妖精（笠倉出版社）
- 1993年6月11日 聖少女（笠倉出版社）
- 1994年1月3日 美少女伝説 吉岡真由美SPECIAL（笠倉出版社）

### 写真集
一の森水晶名義
- 1991年7月5日  Kirara15歳 （英知出版）

吉岡真由美名義
- 1991年12月 真由美１６歳（スコラ）
- 1992年6月20日 聖少女（TIS）
- 1992年10月27日 seven teen （音楽専科社）
- 1993年6月21日 誘われて夢気分（ぶんか社）
- 1993年7月25日 PASTEL TIME（桜桃書房TOP写真文庫）
- 1993年12月1日 LAST NUDE（コンパス）

三浦ふみこ名義
- 1994年6月1日 Freedom!（コンパス）
- 1996年10月1日 MEMORIES（コンパス）